# Patrik Allvin
Patrik Allvin (* 10. Oktober 1974 in Falun) ist ein ehemaliger schwedischer Eishockeyspieler und derzeitiger -funktionär. Seine aktive Karriere, die von vielen Wechseln geprägt war, verbrachte der Verteidiger hauptsächlich in seiner schwedischen Heimat, vor allem in der zweitklassigen Division 1. Anschließend war er unter anderem über 15 Jahre in diversen Funktionen für die Pittsburgh Penguins tätig, bevor er im Januar 2022 von den Vancouver Canucks aus der National Hockey League (NHL) als General Manager verpflichtet wurde.

## Karriere

### Als Spieler
Patrik Allvin begann seine aktive Karriere bei Leksands IF, deren Nachwuchsabteilungen er bis 1993 durchlief. Anschließend lief er zwei Jahre in der Division 1 auf, der zweithöchsten schwedischen Spielklasse, wobei er je eine Saison beim Arvika HC sowie beim IK Vita Hästen verbrachte. Zur Saison 1995/96 wechselte der Abwehrspieler nach Nordamerika, wo er fortan für die Atlanta Knights in der International Hockey League (IHL) sowie für die Nashville Knights in der East Coast Hockey League (ECHL) aktiv war. Beide Teams zogen im Folgejahr um, sodass er noch eine Spielzeit für die Rafales de Québec und die Pensacola Ice Pilots auf dem Eis stand, ehe er in seine schwedische Heimat zurückkehrte.
Dort folgten zwei Jahre in Diensten des Bodens IK sowie des Mora IK in der Division 1, bevor ihm mit dem Wechsel zu seinem Ausbildungsverein Leksands IF zur Saison 1999/00 der Sprung in die Elitserien gelang, die ranghöchste schwedische Eishockeyliga. Bereits nach einem Jahr jedoch wechselte er in die nahezu namensgleiche norwegische Eliteserien, wo er kurzzeitig für Sparta Sarpsborg auflief. Anschließend kehrte Allvin zu Mora IK zurück, wo er seine aktive Karriere nach weiteren eineinhalb Jahren in der mittlerweile umbenannten Allsvenskan und insgesamt vergleichsweise frühzeitig im Alter von 27 Jahren beendete.

### Als Funktionär
Nach dem Ende seiner Spielerlaufbahn nahm Allvin zur Saison 2002/03 nahtlos eine Tätigkeit als Scout für die Canadiens de Montréal aus der National Hockey League (NHL) auf. Nach vier Jahren in deren Diensten verpflichteten ihn die Pittsburgh Penguins zur Spielzeit 2006/07 in gleicher Funktion, bevor er dort 2012 zum Director of European Scouting aufstieg. Nachdem er 2017 auch zum Director of Amateur Scouting ernannt worden war, beförderte man ihn im November 2021 zum Assistenten von Ron Hextall, dem General Manager der Penguins. Zuvor hatte der Schwede gegen Anfang des Jahres bereits interimsweise die Funktion des „GM“ übernommen, nach dem Rücktritt von Jim Rutherford und vor der Verpflichtung von Hextall.
Nach über 15 Jahren in Diensten der Penguins endete seine Zeit in Pittsburgh im Januar 2022, als man ihn zum neuen General Manager der Vancouver Canucks ernannte. Allvin wurde damit zum ersten schwedischen „GM“ der NHL-Historie sowie zum zweiten Europäer nach seinem finnischen Kollegen Jarmo Kekäläinen.

## Karrierestatistik

### Spielerstatistik
(Legende zur Spielerstatistik: Sp oder GP = absolvierte Spiele; T oder G = erzielte Tore; V oder A = erzielte Assists; Pkt oder Pts = erzielte Scorerpunkte; SM oder PIM = erhaltene Strafminuten; +/− = Plus/Minus-Bilanz; PP = erzielte Überzahltore; SH = erzielte Unterzahltore; GW = erzielte Siegtore; 1 Play-downs/Relegation; Kursiv: Statistik nicht vollständig)